# Cutwail
Cutwail (также известен как Pushdo или Pandex) — ботнет, созданный для рассылки спама. Впервые появился в 2007 году. Пик Cutwail пришёлся на май 2009, тогда его спам составил 46,5 % от всего спама в Интернете. Всего в ботнете находилось 1,5—2 устройств которые рассылали 74 млрд сообщений в день, большинство из них находились в Бразилии, Южной Корее (по 14 %) и США (10 %).
Cutwail обновлялся один раз: теперь при заражении устройства могли устанавливать соединения с веб-сайтами с помощью SSL с целью проведения атак на них, хотя эти атаки гораздо менее серьёзные, чем атаки от даже менее крупных ботнетов.
Попытки отключения ботнета проводились неоднократно: закрытие хостинговой компании McColo в 2008 году и попытка отключения ботнета компанией FireEye в 2010 году, в результате которой уровень спама сократился на несколько недель.

## Схема работы ботнета
При заражении Cutwail копирует себя под названием pymqipomukvy.exe на диск C:. Он способен красть личную информацию и загружать ряд других вредоносных компонентов через C&C-сервер. Среди загружаемых программ есть руткит, обеспечивающий бо́льшую скрытность Pushdo, спам-движок и список IP-адресов C&C-серверов. Заражённок устройство привязывается к ботнету. Рассылаемые через ботнет сообщения могут включать фишинговый спам, вредоносное ПО, порнографию и различную рекламу для русскоговорящих.